# 다나카 히로키
다나카 히로키(일본어: 田中 寛己, 1991년 5월 25일 ~ )는 일본의 축구 선수이다.

## 구단 경력
과거 카탈레 도야마에서 활동하였다.